# Karlovy Vary

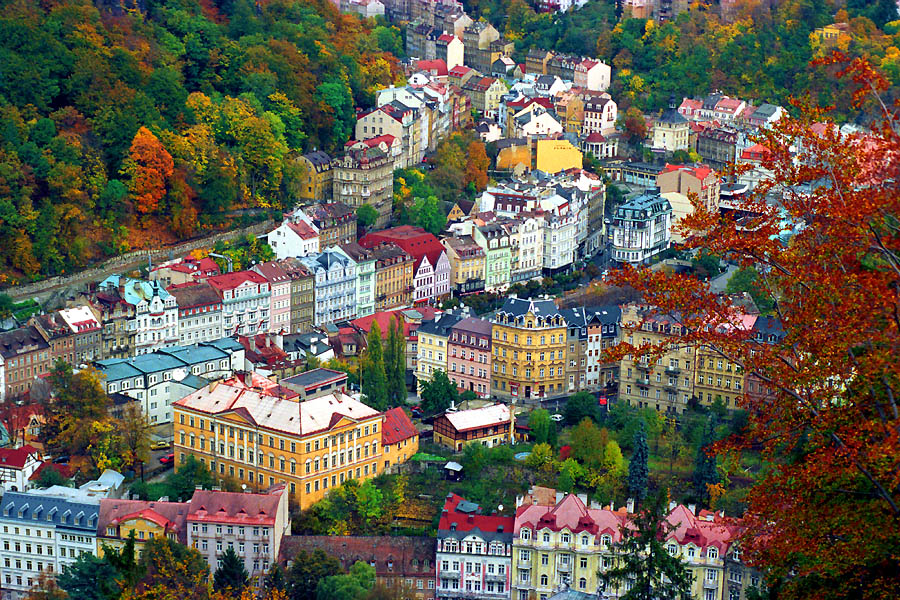
Karlovy Vary

Karlovy Vary (phát âm tiếng Séc: [ˈkarlovɪ ˈvarɪ] ⓘ; tiếng Đức: Karlsbad) là thành phố suối khoáng nằm tại phía tây thuộc vùng Karlovy Vary, Cộng hoà Séc. Nó có khoảng 40.000 cư dân. Karlovy Vary nằm trên hợp lưu của hai con sông Ohře và Teplá, cách 130 km (81 mi) về phía tây thủ đô Praha. Tên của nó được đặt theo tên Karl IV, là Hoàng đế La Mã Thần thánh và vương công Bohemia, người đã sáng lập ra thành phố trong những năm 1370.
Thành phố nổi tiếng khi là nơi có nhiều suối nước nóng (13 suối chính, khoảng 300 suối nhỏ và sông Teplá có nguồn nước ấm) và là thị trấn spa được ghé thăm nhiều nhất ở Cộng hòa Séc. Trung tâm lịch sử của thành phố với cảnh quan văn hoá spa được bảo tồn tốt và được pháp luật bảo vệ như là một khu di tích đô thị. Đây là tổ hợp spa lớn nhất ở châu Âu. Năm 2021, thành phố này trở thành một phần của Di sản thế giới được UNESCO công nhận với tên gọi "Các thị trấn Spa lớn của châu Âu" nhờ có các spa và kiến trúc từ thế kỷ 18 đến thế kỷ 20.

## Phân cấp hành chính
Karlovy Vary được chia thành 15 khu phố và làng mạc bao gồm:
- Karlovy Vary
- Bohatice
- Čankov
- Cihelny
- Doubí
- Drahovice
- Dvory
- Hůrky
- Olšová Vrata
- Počerny
- Rosnice
- Rybáře
- Sedlec
- Stará Role
- Tašovice

## Lịch sử
Một khu định cư kiên cố cuối thời đại đồ đồng đã được tìm thấy ở Drahovice. Các phát hiện ở Tašovice và Sedlec đã cho thấy một khu định cư người Slav trên địa điểm Karlovy Vary. Người dân sống gần khu vực này từ thế kỷ 13 và họ hẳn đã nhận thức được tác dụng chữa bệnh của các suối nhiệt.
Từ cuối thế kỷ 12 đến đầu thế kỷ 13, những người Đức từ các vùng nói tiếng Đức gần đó đã đến định cư ở đây, làm nghề thủ công và thợ mỏ để phát triển kinh tế khu vực. Cuối cùng, Karlovy Vary lúc đó có tên là Karlsbad đã trở thành một thị trấn có dân cư nói tiếng Đức.
Năm 1325, ngôi làng nhỏ Obora ở khu vực thành phố ngày nay đã được nhắc đến. Karlovy Vary trở thành một khu định cư nhỏ rất có thể được thành lập vào khoảng năm 1349. Theo truyền thuyết, Karl IV đã tổ chức một cuộc thám hiểm vào những khu rừng xung quanh Karlovy Vary ngày nay trong thời gian ở Loket. Người ta nói rằng, nhóm người của ông đã từng tình cờ phát hiện ra một suối nước nóng, và nhờ có nước từ suối mà Karl IV đã chữa lành vết thương ở chân.

## Hình ảnh

## Nhân vật nổi tiếng
Sinh ra tại thành phố
- Walter Kaufmann
- Johann Loschmidt
- August Pfizmaier
- Carl Weidl-Raymon

Có mối liên hệ với thành phố
- Goethe
- Ulrike von Levetzow